# Naso elegans
Naso elegans är en fiskart som först beskrevs av Eduard Rüppell 1829.  Naso elegans ingår i släktet Naso och familjen Acanthuridae. IUCN kategoriserar arten globalt som livskraftig. Inga underarter finns listade i Catalogue of Life.